# Hatöves tatu
A hatöves tatu (Euphractus sexcinctus) az emlősök (Mammalia) osztályának a páncélos vendégízületesek (Cingulata) rendjébe, ezen belül az övesállatok (Dasypodidae) családjába tartozó Euphractus nem egyetlen faja.

## Előfordulása
Dél-Amerikában honos, az Andoktól keletre. Pampák és füves vidékek lakója.

## Alfajai
- Euphractus sexcinctus sexcinctus Linnaeus, 1758
- Euphractus sexcinctus boliviae Thomas, 1907
- Euphractus sexcinctus flavimanus Desmarest, 1804
- Euphractus sexcinctus setosus Wied, 1826
- Euphractus sexcinctus tucumanus Thomas, 1907

## Megjelenése
Testhossza 50-55 centiméter, testtömege 5 kilogramm. Az irha elcsontosodásával alakul ki a védelmet nyújtó páncélja, amely testtömegének közel hatodát teszi ki. Veszély esetén összegömbölyödik, ekkor a ragadozók többsége nem is tud mit kezdeni a páncélos labdával. Az összegömbölyödését segíti, hogy páncélja övekből áll, rendszerint 6-8-ból. A páncélzatát szürkésbarna szőr borítja.

## Életmódja
Dél-Amerika trópusi szavannáinak lakója, bár elsősorban a szárazabb területeken él, kedveli a vizet is, kiválóan úszik. Mellső lábain lévő hatalmas karmaival rendkívül jól ás. Nappal és éjszaka egyaránt aktív lehet. Mindenevő, bár a többi tatufajhoz képest sok növényi eredetű táplálékot, főleg gyümölcsöt fogyaszt, nem veti meg a rovarokat, férgeket, kisebb gerinceseket sem, sőt még a dögöt is megeszi.
A területüket a farkuk tövében lévő erősen "illatozó" szagmirigyeivel jelölik, az egymás közötti vitáikat fogakkal és karmokkal döntik el. Alapvetően félénk állatok, veszély esetén inkább a menekülést, visszahúzódást választják, mint az ellentámadást.

## Szaporodása
60-64 napig tartó vemhesség után 1-3 kölyök születik. 
A nőstény egyedül neveli fel kölykeit a maga ásta üregében, amelyek 22-25 nap múlva nyitják ki szemeiket. Az újszülött armadillók testtömege megnégyszereződik az első hónap végére, amikor már keményebb eledeleket is el tudnak fogyasztani. A fiatalok 9 hónapos korukban válnak ivaréretté.

## Védelem
A hatöves tatut olykor megölik az emberek, főleg amikor táplálék után kutatva feldúlja a vetéményeskerteket.
Húsának jellegzetes íze van, mely miatt nem nagyon kedvelik.
Összességében ez a faj széles körben elterjedt és egyike a leggyakoribb övesállatoknak.

## Állatkertekben
Annak ellenére, hogy őshazájában gyakori állatnak számít, a hatöves tatu nagyon ritka állatkerti állat.
- A faj szerepel a Természetvédelmi Világszövetség Vörös Listáján. IUCN. (Hozzáférés: 2009. szeptember 28.)
- Louise H. Emmons and Francois Feer. (1997). Neotropical Rainforest Mammals, A Field Guide, 2nd ed. University of Chicago Press ISBN 0-226-20721-8
- Mammal Species of the World. Don E. Wilson & DeeAnn M. Reeder (szerkesztők). 2005. Mammal Species of the World. A Taxonomic and Geographic Reference (3. kiadás) Archiválva 2011. június 24-i dátummal a Wayback Machine-ben (angolul)